# Napa
Napa ist eine Hafenstadt am Napa River im US-Bundesstaat Kalifornien mit 79.246 Einwohnern (Stand: 2020). Sie liegt im Napa County und ist dessen County Seat.
Die Stadt ist ein Zentrum für Weinherstellung und Fremdenverkehr. Zu den wichtigsten Industrieprodukten zählen Bleche, Baustoffe, Lederwaren und Bekleidung.
Das Stadtgebiet hat eine Größe von 46,1 km².

## Geschichte
Bereits in den 1830er Jahren legten die ersten Siedler in der Region Weinberge an. Nathan Coombs erwarb im Jahr 1847 ein Stück Land der Ranch Rancho Entre Napa. Hieraus entstand die Stadt Napa. In den späten 1850er Jahren, in der Zeit des Gold- und Silberrausches, entfaltete sich die Stadt.

## Städtepartnerschaften
Partnerstädte von Napa sind:
- Montalcino, Italien
- Casablanca, Chile
- Iwanuma, Japan
- Launceston, Australien

## Persönlichkeiten

### Söhne und Töchter der Stadt
- William Thompson (1908–1956), Ruderer
- David Dunlap (1910–1994), Ruderer
- Shirley Walker (1945–2006), Komponistin, Dirigentin, Pianistin und Produzentin
- Kurt Caceres (* 1972), Schauspieler
- Logan Tom (* 1981), Volleyball- und Beachvolleyballspielerin
- Lucas Euser (* 1983), Radrennfahrer
- Brock Bowers (* 2002), American-Football-Spieler

### Mit Napa verbunden
- Nathan Coombs, (1826–1877), Gründer der Stadt Napa
- Ray Manzarek, (1939–2013), Organist der Doors lebte hier[3]

## Verkehr

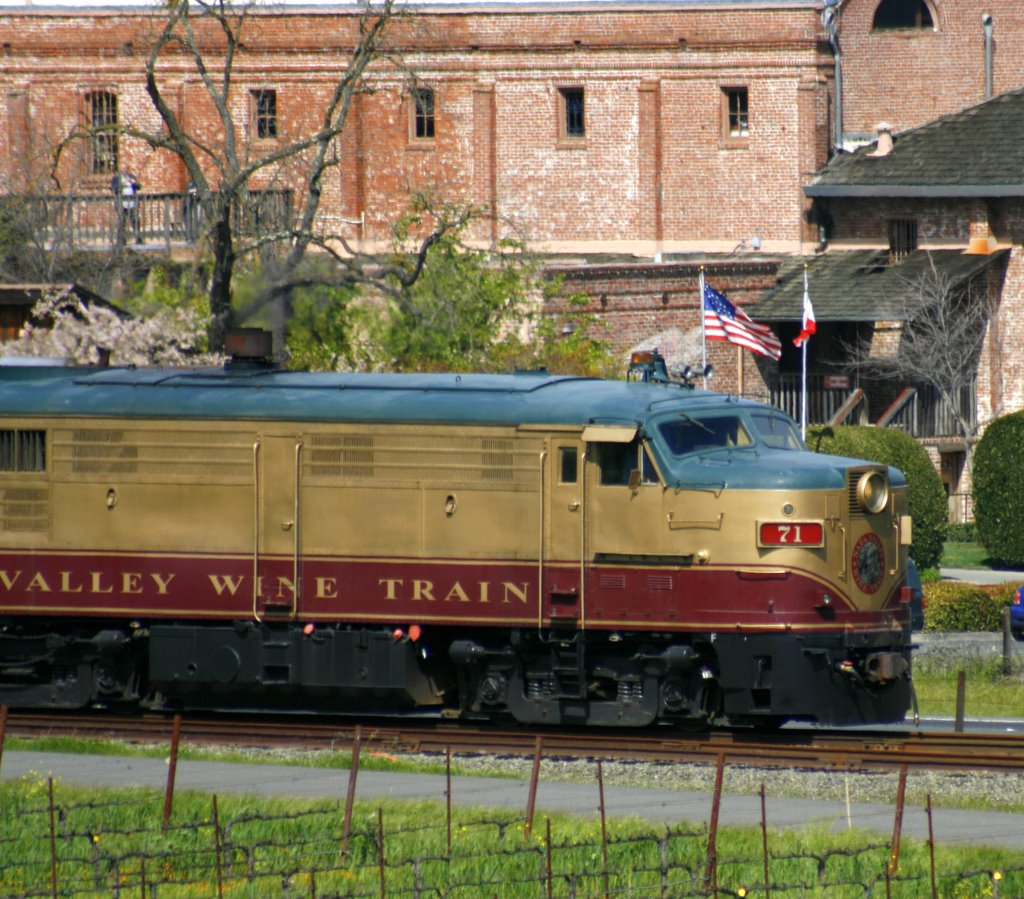
Napa Valley Wine Train

Durch die Stadt verlaufen die California State Route 29 sowie die California State Route 12 und California State Route 121 im Süden.
Die Interstate 80 verläuft im Osten der Stadt, der U.S. Highway 101 im Westen.
Acht Kilometer südlich der Stadt liegt der kleine öffentliche Flughafen Napa County Airport (IATA:APC).
Napa liegt an der Bahnstrecke Napa Junction–Calistoga auf der regelmäßig zwischen Napa und St. Helena der „Napa Valley Wine Train“ für Touristen verkehrt. Eine Verbindung nach Calistoga besteht allerdings seit Jahrzehnten nicht mehr.